# Neschwil
Neschwil är en ort i kommunen Weisslingen i kantonen Zürich, Schweiz. 